# Нервьон (станция метро)
«Нервьон» (исп. Nervión) — станция линии 1 Севильского метрополитена. Расположена в Авенида де Эдуардо Дато, на перекрестке Сан-Франциско-авеню Хавьер и Луис де Моралес, в коммерческом районе Нервьон и прилегающих к «Рамон Санчес Писхуан» домов в Севилье. В дни матчей Севильский метрополитен запускает специальную операцию, чтобы укрепить станции технического обслуживания «Нервьон» и «Гран Пласа».
Есть лифты для инвалидов, эскалаторы, продажа билетов и системы аварийной эвакуации. На станции установлены платформенные раздвижные двери. Системы продажи билетов с использованием бесконтактной технологии в любое время и любой проездной документ можно купить на вокзале как вручную, так и автоматически.